# ماسون وارن
ماسون وارن (بالإنجليزية: Mason Warren)‏ هو لاعب كرة قدم بريطاني في مركز الوسط، ولد في 28 مارس 1997 في روثرهام ‏ في المملكة المتحدة. لعب مع غرانتهام تاون ‏.

## وصلات خارجية
- ماسون وارن على موقع قاعدة بيانات كرة القدم.إي يو (الإنجليزية)
- ماسون وارن على موقع Soccerbase.com (لاعب) (الإنجليزية)
- ماسون وارن على موقع Soccerway.com (الإنجليزية)